# ديك ستيفنسون
ديك ستيفنسون (بالإنجليزية: Dick Stevenson)‏ هو سياسي أمريكي، ولد في 11 فبراير 1945 في الولايات المتحدة. حزبياً، نشط في الحزب الجمهوري. وقد انتخب عضو مجلس نواب بنسيلفانيا.